# Marc Roberts
Marc Roberts (ur. 25 czerwca 1968 w Crossmolinie) – irlandzki wokalista.
Marc Roberts rozpoczynał karierę wokalisty w założonym przez siebie zespole muzycznym, w którym grał do 1997 roku.
W maju 1997 roku reprezentował Irlandię w Konkursie Piosenki Eurowizji z piosenką „Mysterious Woman”, z którą zajął ostatecznie 2. miejsce, zdobywając 157 punktów i przegrywając na festiwalu jedynie z zespołem Katrina & The Waves.
W 2008 roku ponownie ubiegał się o możliwość występu podczas Konkursu Piosenki Eurowizji, jego utwór „Chances” był w finałowej szóstce krajowych preselekcji, w efekcie przegrał jednak z propozycją muzyczną „Irelande Douze Pointe” lalki Dustin the Turkey.
Wokalista wydał do tej pory cztery solowe albumy oraz dziewięć singli.